# هایلایف
هایلایف (انگلیسی: Highlife) یک سبک موسیقی است که در قرن نوزدهم در غرب آفریقای بریتانیا و در شهرهای واقع در مناطق کنونی نیجریه و غنا در غرب آفریقا در طول دوران تاریخی خود به‌عنوان مستعمره امپراتوری بریتانیا و از طریق مسیرهای تجاری آن در مناطق ساحلی، آغاز شد. این سبک به توصیف چندین تلفیق محلی از ملودی‌های معیار آفریقایی و موسیقی جاز غربی می‌پردازد. هایلایف از ساختارهای ملودیک و ریتمیک اصلی موسیقی سنتی آفریقا استفاده می‌کند، اما معمولاً با سازهای غربی نواخته می‌شود. هایلایف با نوای شیپورهایی به سبک جاز و صدای چندین گیتار که گروه را رهبری می‌کنند، و استفاده از سبک نوازندگی گیتار با دو انگشت که نمونه‌ای از موسیقی آفریقایی است، شناخته می‌شود. این سبک اخیراً صدایی سینت‌محور با تمپوی بالا کسب کرده‌است.
با کسب افزایش محبوبیت هایلایف، این سبک در سراسر مناطق غرب آفریقا گسترش یافت. پیشگامانی مانند کاردینال رکس لاوسون، ئی.تی. منسا، ویکتور اووایفو، همگی این سبک را با القای درام‌های سنتی آفریقا و وسترن «نیتیو بلوز» کامل کردند. پس از جنگ، محبوبیت این سبک در میان مردم ایگبو نیجریه بازگشت که با استفاده از ریف‌های سنتی گیتار خودشان و تأثیرات فرهنگ و ذائقهٔ متنوع مردم نیجریه، آن را با هم ترکیب کردند و به کمال رساندند تا ایگبو هایلایف شکل گیرد؛ سبکی که به محبوب‌ترین سبک موسیقی این کشور در دههٔ ۱۹۶۰ تبدیل شد.
هایلایف از طریق ادغام با نهادهای مذهبی و تأثیر مثبتی که بر مهاجران غنایی که وطن خود را ترک می‌کردند داشت، به‌عنوان بخشی از موسیقی محبوب غنایی‌ها و دور از وطن‌های آن‌ها در سطح جهان باقی مانده‌است.